# 라울 몬데시
라울 라몬 몬데시 아벨리노(Raúl Ramón Mondesí Avelino, 1971년 3월 12일 ~, 도미니카 공화국 산 크리스토발)는 前 메이저 리그 야구선수이자 도미니카 공화국의 정치인이다. 현역 시절 포지션은 외야수다. 메이저 리그 커리어 내내 빠른 발, 장타력, 강한 어깨의 세 가지를 고루 갖추고 있는 뛰어난 신체 능력으로 유명했으나 불성실한 직업 의식과 경기에 임하는 태도 등으로 물의를 빚기도 했다. 현역 은퇴 후 고국으로 돌아가 정계에 투신, 2010년 산 크리스도발 시장직에 당선되었다.
아들 아달베르토 몬데시도 야구선수로 활동 중이며, 포지션은 내야수다.

## 메이저 리그 경력
1994년 메이저 리그 데뷔 첫 해 우익수로 출장, .304의 타율과 16홈런, 56타점의 준수한 성적으로 내셔널 리그 신인왕을 받았다. 로스앤젤레스 다저스는 1992년 에릭 캐로스 이후 5년 연속 신인왕을 배출했는데, 몬데시는 그 중 두 번째 신인왕이었다. 1995년, 1997년 두 번에 걸쳐 골드 글러브 상을 받았다.
라울 몬데시의 전성기는 데뷔 후 로스앤젤레스 다저스에 있던 커리어 초기 7년으로, 1997년 다저스 역사상 최초로 30홈런 30도루를 달성했고 그 가치를 인정받아 4년 3,600만 불의 대형 계약을 맺었다. 그러나 1999년 당시 다저스 감독 데이비 존슨과 사이가 좋지 못했으며, 시즌 종료 후 토론토 블루제이스에 숀 그린과의 맞트레이드로 이적했다. 토론토는 몬데시와 2002년, 2003년 두 해 동안 2,400만 불의 거액 계약을 맺었으나 부진하여 2002시즌 뉴욕 양키스로 트레이드되었다. 2003시즌 중 다시 애리조나 다이아몬드백스로 거처를 옮긴 뒤 저니맨으로 전락하여 여러 팀을 떠돌아다니다, 2005년 애틀랜타 브레이브스를 마지막으로 메이저 리그 생활을 마감한다.

## 은퇴 이후
프로야구 선수 경력을 마감한 후 도미니카 공화국으로 돌아갔다. 2006년 5월 도미니카 공화국 자유당 지역 대표로 출마하여 당선, 정치인으로서의 경력을 시작했다. 2007년 5월 15일 다저스타디움을 방문하여 경기를 관람하던 중 홈 관중들의 환영 인사를 받기도 했다. 2007년 11월 허리케인 노엘로 고향이 피해를 입었을 때 지역구에 대한 정부의 인도적 지원 행위에 대해 견해차를 드러내어, 도미니카 혁신당으로 이적했다. 이후 2010년 고향 산 크리스도발 시장 선거에 출마하여 당선, 2016년까지 시장직을 수행하게 되었다.

## 연도별 타격 성적
| 연 도      | 소 속      | 경 기 | 타 석 | 타 수 | 득 점 | 안 타 | 2 루 타 | 3 루 타 | 홈 런 | 루 타 | 타 점 | 도 루 | 도 루 자 | 희 생 번 | 희 생 플 | 볼 넷 | 고 4 | 사 구 | 삼 진 | 병 살 타 | 타 율 | 출 루 율 | 장 타 율 | O P S |
| ---------- | ---------- | ----- | ----- | ----- | ----- | ----- | ------- | ------- | ----- | ----- | ----- | ----- | -------- | -------- | -------- | ----- | ---- | ----- | ----- | -------- | ----- | -------- | -------- | ----- |
| 1993년     | LAD        | 42    | 91    | 86    | 13    | 25    | 3       | 1       | 4     | 42    | 10    | 4     | 1        | 1        | 0        | 4     | 0    | 0     | 16    | 1        | .291  | .322     | .488     | .810  |
| 1994년     | LAD        | 112   | 454   | 434   | 63    | 133   | 27      | 8       | 16    | 224   | 56    | 11    | 8        | 0        | 2        | 16    | 5    | 2     | 78    | 9        | .306  | .333     | .516     | .849  |
| 1995년     | LAD        | 139   | 580   | 536   | 91    | 153   | 23      | 6       | 26    | 266   | 88    | 27    | 4        | 0        | 7        | 33    | 4    | 4     | 96    | 7        | .285  | .328     | .496     | .824  |
| 1996년     | LAD        | 157   | 673   | 634   | 98    | 188   | 40      | 7       | 24    | 314   | 88    | 14    | 7        | 0        | 2        | 32    | 9    | 5     | 122   | 6        | .297  | .334     | .495     | .829  |
| 1997년     | LAD        | 159   | 670   | 616   | 95    | 191   | 42      | 5       | 30    | 333   | 87    | 32    | 15       | 1        | 3        | 44    | 7    | 6     | 105   | 11       | .310  | .360     | .541     | .901  |
| 1998년     | LAD        | 148   | 617   | 580   | 85    | 162   | 26      | 5       | 30    | 288   | 90    | 16    | 10       | 0        | 4        | 30    | 4    | 3     | 112   | 8        | .279  | .316     | .497     | .813  |
| 1999년     | LAD        | 159   | 680   | 601   | 98    | 152   | 29      | 5       | 33    | 290   | 99    | 36    | 9        | 0        | 5        | 71    | 6    | 3     | 134   | 3        | .253  | .332     | .483     | .815  |
| 2000년     | TOR        | 96    | 426   | 388   | 78    | 105   | 22      | 2       | 24    | 203   | 67    | 22    | 6        | 0        | 3        | 32    | 0    | 3     | 73    | 8        | .271  | .329     | .523     | .852  |
| 2001년     | TOR        | 149   | 653   | 572   | 88    | 144   | 26      | 4       | 27    | 259   | 84    | 30    | 11       | 0        | 2        | 73    | 3    | 6     | 128   | 13       | .252  | .342     | .453     | .795  |
| 2002년     | TOR/NYY    | 146   | 637   | 569   | 90    | 132   | 34      | 1       | 26    | 246   | 88    | 15    | 6        | 0        | 4        | 59    | 3    | 5     | 103   | 11       | .232  | .308     | .432     | .740  |
| 2003년     | NYY/ARI    | 143   | 586   | 523   | 83    | 142   | 31      | 4       | 24    | 253   | 71    | 22    | 11       | 0        | 4        | 56    | 6    | 3     | 97    | 9        | .272  | .343     | .484     | .827  |
| 2004년     | PIT/LAA    | 34    | 147   | 133   | 10    | 32    | 9       | 0       | 3     | 50    | 15    | 0     | 3        | 0        | 0        | 13    | 0    | 1     | 31    | 2        | .241  | .313     | .376     | .689  |
| 2005년     | ATL        | 41    | 155   | 142   | 17    | 30    | 7       | 1       | 4     | 51    | 17    | 0     | 1        | 0        | 1        | 12    | 3    | 0     | 35    | 5        | .211  | .271     | .359     | .630  |
| 통산：13년 | 통산：13년 | 1525  | 6369  | 5814  | 909   | 1589  | 319     | 49      | 271   | 2819  | 860   | 229   | 92       | 2        | 37       | 475   | 50   | 41    | 1130  | 93       | .273  | .331     | .485     | .816  |

### 등번호
- 43（1993년 - 2005년）

## 같이 보기
- 30-30 클럽

## 참고 문헌
1. 1 2 3  라울 몬데시 (Raul Mondesi)[깨진 링크(과거 내용 찾기)]. 〈Sporting 21〉. 2009년 6월 28일 확인.
2. ↑  Raul Mondesi is a rising star again -- in Dominican Republic politics, Los Angeles Times, 2009-12-23 작성, 2015-05-08 확인.
3. ↑  Raul Mondesi Jr. was recently traded, making us wonder what Rah-oooll Mondesi is doing these days 보관됨 2015-05-18 - 웨이백 머신, Cut4, 2015-05-08 확인.